# Колош (връх)
Вижте пояснителната страница за други значения на Колош.
Връх Колош се намира в едноименния дял – Колошки, на Конявска планина, която е част от Конявско-Милевската планинска редица. Висок е 1314 m.
Според едно народно предание върхът е наречен в памет на хайдутина Колош (Колуш).
Природните дадености са условие за растежа на планинския див розов божур (самовилски божур), оцелял на площ от 30 дка само на Колош.
Срещат се още жълто урумово лале, сръбско звънче, белоцвет и червеникав дебелец, бял равнец, жълта високостебла иглика, скален карамфил с бялорозови цветове, ведрица (козарка), небесносиньо звънче, снежнобяло кокиче, а също и ароматни билки за чай: мащерка, кантарион, риган, мента и др.
На връх Колош са намерени останки от римско светилище, строителна и битова керамика и монети от римската епоха и от времето на Йоан II Комнин.